# 彭功阁
彭功阁（1933年11月—），河南通许人，曾用名彭元勋，中华人民共和国政治人物。

## 生平
1951年1月，参加中国人民解放军。1951年至1952年，为中南空军预科总队二团一大队五中队、空军第三航空学校学员。1952年至1957年，任空军飞行员。1954年8月，加入中国共产党。1957年至1960年任空军中队长、副大队长。1960年至1970年，任空军大队长。1970年至1978年，任空军司令部军训部副处长。1978年至1979年，任空军司令部军训部科长。1979年至1980年，任空军司令部军训部副部长。1980年至1983年，任空军航空兵师师长。1983年至1985年，任南京军区空军副参谋长。1985年10月至1987年3月，任空军司令部军训部部长。1987年3月至1990年6月，任空军第7军军长。1990年6月至1993年1月，任广州军区空军副司令员。1993年1月至1994年4月，任兰州军区空军副司令员。1988年9月，被授予空军少将军衔。担任中共第十三届中央候补委员。